# American Harness Horse of the Year
American Harness Horse of the Year är en årlig utmärkelse inom nordamerikansk travsport som skapades 1947 av United States Trotting Association och United States Harness Writers Association (USHWA), som även arrangerar Dan Patch Awards varje år.
Det är USA:s motsvarighet till den svenska utmärkelsen Årets häst. 
Den första utmärkelsen tilldelades Victory Song som utnämndes till "Harness Horse of 1947" av en kommitté som bestod av 50 författare, radiokommentatorer och sportredaktörer. Victory Song fick 23 röster, och stallkamraten Hoot Mon hamnade på andra plats i omröstningen. Under året hade Victory Song satt rekord för hingstar med tiden 1:57.6 (1.13,5) över en mile. E. Roland Harriman, som var ordförande för Trotting Horse Club of America, tillkännagav utmärkelsen och man beslutade sedan att göra "Harness Horse of the Year" till en årlig utmärkelse.

## Vinnare
Källa:
| År   | Häst               | Gångart  |
| ---- | ------------------ | -------- |
| 1947 | Victory Song       | Trav     |
| 1948 | Rodney             | Trav     |
| 1949 | Good Time          | Passgång |
| 1950 | Proximity          | Trav     |
| 1951 | Pronto Don         | Trav     |
| 1952 | Good Time (2)      | Passgång |
| 1953 | Hi Lo's Forbes     | Passgång |
| 1954 | Stenographer       | Trav     |
| 1955 | Scott Frost        | Trav     |
| 1956 | Scott Frost (2)    | Trav     |
| 1957 | Torpid             | Passgång |
| 1958 | Emily's Pride      | Trav     |
| 1959 | Bye Bye Byrd       | Passgång |
| 1960 | Adios Butler       | Passgång |
| 1961 | Adios Butler (2)   | Passgång |
| 1962 | Su Mac Lad         | Trav     |
| 1963 | Speedy Scot        | Trav     |
| 1964 | Bret Hanover       | Passgång |
| 1965 | Bret Hanover (2)   | Passgång |
| 1966 | Bret Hanover (3)   | Passgång |
| 1967 | Nevele Pride       | Trav     |
| 1968 | Nevele Pride (2)   | Trav     |
| 1969 | Nevele Pride (3)   | Trav     |
| 1970 | Fresh Yankee       | Trav     |
| 1971 | Albatross          | Passgång |
| 1972 | Albatross (2)      | Passgång |
| 1973 | Sir Dalrae         | Passgång |
| 1974 | Delmonica Hanover  | Trav     |
| 1975 | Savoir             | Trav     |
| 1976 | Keystone Ore       | Passgång |
| 1977 | Green Speed        | Trav     |
| 1978 | Abercrombie        | Passgång |
| 1979 | Niatross           | Passgång |
| 1980 | Niatross (2)       | Passgång |
| 1981 | Fan Hanover        | Passgång |
| 1982 | Cam Fella          | Passgång |
| 1983 | Cam Fella (2)      | Passgång |
| 1984 | Fancy Crown        | Trav     |
| 1985 | Nihilator          | Passgång |
| 1986 | Forrest Skipper    | Passgång |
| 1987 | Mack Lobell        | Trav     |
| 1988 | Mack Lobell (2)    | Trav     |
| 1989 | Matt's Scooter     | Passgång |
| 1990 | Beach Towel        | Passgång |
| 1991 | Precious Bunny     | Passgång |
| 1992 | Artsplace          | Passgång |
| 1993 | Staying Together   | Passgång |
| 1994 | Cam's Card Shark   | Passgång |
| 1995 | CR Kay Suzie       | Trav     |
| 1996 | Continentalvictory | Trav     |
| 1997 | Malabar Man        | Trav     |
| 1998 | Moni Maker         | Trav     |
| 1999 | Moni Maker (2)     | Trav     |
| 2000 | Gallo Blue Chip    | Passgång |
| 2001 | Bunny Lake         | Passgång |
| 2002 | Real Desire        | Passgång |
| 2003 | No Pan Intended    | Passgång |
| 2004 | Rainbow Blue       | Passgång |
| 2005 | Rocknroll Hanover  | Passgång |
| 2006 | Glidemaster        | Trav     |
| 2007 | Donato Hanover     | Trav     |
| 2008 | Somebeachsomewhere | Passgång |
| 2009 | Muscle Hill        | Trav     |
| 2010 | Rock N Roll Heaven | Passgång |
| 2011 | San Pail           | Trav     |
| 2012 | Chapter Seven      | Trav     |
| 2013 | Bee A Magician     | Trav     |
| 2014 | JK She'salady      | Passgång |
| 2015 | Wiggle It Jiggleit | Passgång |
| 2016 | Always B Miki      | Passgång |
| 2017 | Hannelore Hanover  | Trav     |
| 2018 | McWicked           | Passgång |
| 2019 | Shartin N          | Passgång |
| 2020 | Tall Dark Stranger | Passgång |